# Ton Heerts
Antonius Joseph Maria (Ton) Heerts (Tubbergen, 12 december 1966) is een Nederlands politicus en bestuurder. Hij is lid van de PvdA. Sinds 18 december 2019 is hij burgemeester van Apeldoorn.

## Maatschappelijk leven

### Marechaussee
Ton Heerts volgde de beroepsopleiding Koninklijke Marechaussee, de officiersopleiding aan de KMA en was lid van een opsporingseenheid, waar hij zich bezighield met strafrechtelijke onderzoeken. Als leidinggevende bij de Koninklijke Marechaussee was hij later verantwoordelijk voor de beveiliging van prinses Margriet der Nederlanden en haar echtgenoot Pieter van Vollenhoven.
In 1994 werd hij lid van het algemeen bestuur van het Christelijk Nationaal Vakverbond (CNV). In 2000 maakte hij een overstap naar de Federatie Nederlandse Vakbeweging (FNV), waar hij voorzitter werd van de Algemene Federatie Militair Personeel (AFMP). Vanaf 2003 maakte hij als vicevoorzitter deel uit van het federatiebestuur. Heerts is lid geweest van de Sociaal-Economische Raad (SER).

### FNV
Op 23 juni 2012 werd Heerts op voordracht van Jetta Klijnsma benoemd tot tijdelijk voorzitter van de FNV. Begin mei 2013 werd voor het eerst door de leden via een raadgevend referendum een nieuwe FNV-voorzitter gekozen. Kandidaten waren Corrie van Brenk en Heerts. Heerts won met 62% van de stemmen. In januari 2016 gaf Heerts aan dat hij tot 1 mei 2016 zou aanblijven als voorzitter van de FNV. Later werd dit bijgesteld tot 1 juli.

### MBO Raad
Op 19 mei 2016 werd bekendgemaakt dat hij was voorgedragen als nieuwe voorzitter van de MBO Raad, als opvolger van Jan van Zijl. De ledenraad stemde hier op 9 juni mee in. Zijn functie ging per 1 september in. In december 2019 trad hij af wegens het burgemeesterschap in Apeldoorn.

### Nevenfuncties
Heerts is voorzitter van het algemeen en dagelijks bestuur van het NIPV (Nederlands Instituut Publieke Veiligheid). In juli 2009 werd hij voorzitter van de Apeldoornse amateurvoetbalclub Apeldoornse Boys. Ook kwam hij aan het hoofd te staan van een commissie die het betaald voetbal in Apeldoorn wil reorganiseren. Per 1 februari 2011 was Heerts directeur van het Nationaal Fonds voor Vrede, Vrijheid en Veteranenzorg (vfonds). In april 2015 maakte Ton Heerts bekend dat hij stopte als voorzitter van Apeldoornse Boys. Per mei 2015 was hij lid van de Raad van Commissarissen van FC Twente.

## Politiek leven

### Tweede Kamer
Bij de Tweede Kamerverkiezingen van 2006 werd Heerts gekozen als lid van het parlement, met 3811 voorkeurstemmen. Hij was met de vijfde plaats de hoogste nieuwkomer op de lijst van de PvdA. In het begin was Heerts in de Kamer vooral actief op het terrein van de sociale zekerheid. Hij veroorzaakte direct in het begin ophef binnen de PvdA door te pleiten voor (gedeeltelijke) privatisering van de Werkloosheidswet, iets wat hij in zijn FNV-tijd ook al had genoemd. Later vonden zijn ideeën hierover brede instemming binnen zijn partij. Eind 2009 kon hij zijn pleidooi namens zijn partij in de Kamer uitdragen.
In januari 2007 werd in het opinieblad Elsevier onthuld dat Heerts dagblad de Volkskrant geadviseerd had bij de publicatie van een artikel over vermeende martelingen door Nederlandse militairen in Irak in 2003. Heerts was op dat moment nog voorzitter van de Algemene Federatie van Militair Personeel. Het Volkskrantartikel verscheen op 17 november 2006, enkele dagen voor de Tweede Kamerverkiezingen. Na de beschuldigingen door de krant over martelingen door Nederlandse militairen werden door de overheid twee onderzoekscommissies ingesteld. Deze rapporteerden in juni 2007 dat er geen bewijzen gevonden waren voor de martelingen en er geen zaken in de doofpot waren gestopt. Wel zouden er bij verhoren mogelijk Irakezen zijn vernederd, maar dit werd niet ernstig genoeg geacht om te omschrijven als martelingen.
Vanaf 2008 was Heerts voor zijn partij woordvoerder op het terrein van justitie. In 2009 verving hij tijdelijk fractiegenoot Paul Tang die wegens lekken van geheime begrotingscijfers een maand lang geen woordvoerder financiën mocht zijn voor de PvdA. Drie maanden voor de Tweede Kamerverkiezingen van 2010 maakte Heerts bekend zich niet opnieuw verkiesbaar te stellen. Als belangrijkste reden noemde hij dat hij vaker thuis wilde zijn voor zijn zoon.

### Burgemeester
Op 18 december 2019 werd Heerts burgemeester van Apeldoorn. Als burgemeester van Apeldoorn werd hij verantwoordelijk voor openbare orde & veiligheid, preventie, toezicht & handhaving, bestuurscoördinatie & integriteit, wettelijk deel burgerzaken, lobby & strategie, herdenken & vieren, internationaal beleid, kabinetszaken en stadsdeel centrum.